# Generali Tranquilidade
Generali Tranquilidade, precedentemente Tranquilidade, è una compagnia assicurativa portoghese, fondata a Porto nel 1871. Dal 2020, una società controllata del gruppo assicurativo italiano Generali.
Ha quasi quattrocento punti vendita, tra negozi e agenti propri e una vasta rete di agenti in tutto il Paese. Generali Tranquilidade ha filiali in diversi Paesi, come Spagna, Angola e Mozambico.

## Storia
Generali Tranquilidade fu fondata come Companhia de Seguros Tranquilidade Portuense - Companhia de Seguros contra Fogo nel 1871. Nel 1935, era sotto il controllo di José Ribeiro Espírito Santo Silva e in seguito sarebbe diventata parte dell'Espírito Santo Group. Dopo la rivoluzione dei garofani del 1974, la società è stata nazionalizzata e fusa con altre compagnie assicurative, per poi essere riprivatizzata.
Nel 2015, all'indomani della scomparsa del Banco Espírito Santo, è stata venduta al fondo Apollo Management per 215 milioni di euro. Nel 2016, Tranquildade ha acquisito Açoreana Seguros.
Nel 2020, Apollo ha venduto Tranquilidade al gruppo italiano Assicurazioni Generali per 600 milioni di euro. Successivamente, Generali ha fuso Tranquilidade con le sue unità di business in Portogallo e Tranquilidade è diventato un marchio di Generali Seguros, S.A.
Dal 2024, Tranquilidade è stata rinominata Generali Tranquilidade, adottando l'immagine del marchio Generali.

## Pubblicità
Dal 2020, Generali Tranquilidade è pubblicizzata dall'attrice portoghese Mariana Monteiro.

## Sponsorizzazioni
Nel 2024, Generali Tranquilidade è diventata l'assicuratore ufficiale delle squadre nazionali portoghesi. La partnership che la compagnia assicurativa ha stabilito con la Federazione calcistica del Portogallo comprende le squadre nazionali di calcio maschile e femminile, la nazionale under 21 e le squadre nazionali di calcio a 5 maschile e femminile e beach soccer maschile e femminile. Inoltre, dalla stagione calcistica 2024-25, Generali Tranquilidade è lo sponsor principale della Taça de Portugal maschile e femminile.